# Marlo Thomas
Margaret Julia 'Marlo' Thomas (Detroit, 21 november 1937) is een Amerikaanse actrice en filmproducente.

## Biografie
Thomas is werd geboren in Detroit, maar groeide op in Beverly Hills. Zij vervolgde haar high school aan de Marymount High School in Los Angeles, hierna ging zij studeren aan de University of Southern California in Los Angeles.
Thomas is vanaf 1980 getrouwd.

## Prijzen

### Emmy Awards
- 1996 in de categorie Uitstekende Actrice in een Televisieserie met de televisieserie Friends – genomineerd.
- 1989 in de categorie Uitstekende Kinderprogramma met de film Free to Be... a Family – gewonnen.
- 1986 in de categorie Uitstekende Actrice in een Hoofdrol in een Film met de film Nobody's Child – gewonnen.
- 1974 in de categorie Uitstekende Kinderprogramma met de film Free to Be... a Family – gewonnen.
- 1971 in de categorie Uitstekende Actrice in een Hoofdrol in een Televisieserie met de televisieserie That Girl – genomineerd.
- 1970 in de categorie Uitstekende Actrice in een Hoofdrol in een Televisieserie met de televisieserie That Girl – genomineerd.
- 1968 in de categorie Uitstekende Actrice in een Hoofdrol in een Televisieserie met de televisieserie That Girl – genomineerd.
- 1967 in de categorie Uitstekende Actrice in een Hoofdrol in een Televisieserie met de televisieserie That Girl – genomineerd.

### Hollywood Walk of Fame
- 1992 Ster voor televisiewerk

### Golden Globes
- 1987 in de categorie Beste Optreden door een Actrice in een Film met de film Nobody's Child – genomineerd.
- 1986 in de categorie Beste Optreden door een Actrice in een Film met de film Consenting Adult – genomineerd.
- 1971 in de categorie Meest Belovende Nieuwkomer met de film Jenny – genomineerd.
- 1967 in de categorie Beste TV-Ster met de televisieserie That Girl – gewonnen.

## Filmografie

### Films
- 2012 Ocean's 8 - als Rene
- 2017 The Female Brain - als Lynne
- 2012 LOL – als Gran
- 2004 Deceit – als Ellen McCarthy
- 2002 Two Against Time – als Julie Portman
- 2000 Playing Mona Lisa – als Sheila Goldstein
- 1999 Deuce Bigalow: Male Gigolo – als Margaret
- 1998 Starstruck – als Linda Phaeffle
- 1997 The Real Blonde – als Blair
- 1994 Reunion – als Jessie Yates
- 1994 Ultimate Betrayal – als Sharon Rodgers
- 1991 Held Hostage: The Sis and Jerry Levin Story – als Lucille Levin
- 1990 In the Spirit – als Reva Prosky
- 1986 Nobody's Child – als Marie Balter
- 1985 Consenting Adult – als Tess Lynd
- 1984 The Lost Honor of Kathryn Beck – als Kathryn Beck
- 1977 It Happened One Christmas – als Mary Bailey Hatch
- 1977 Thieves – als Sally Cramer
- 1973 Acts of Love and Other Comedies – als Gina / Susan / vriendin van Ed / Eleanor Grogman / Stephanie Hellman / Barbara
- 1970 Jenny – als Jenny
- 1967 Cricket on the Hearth – als Bertha (stem)
- 1965 Two's Company – als Caroline Sommers

### Televisieseries
Uitgezonderd eenmalige gastrollen.

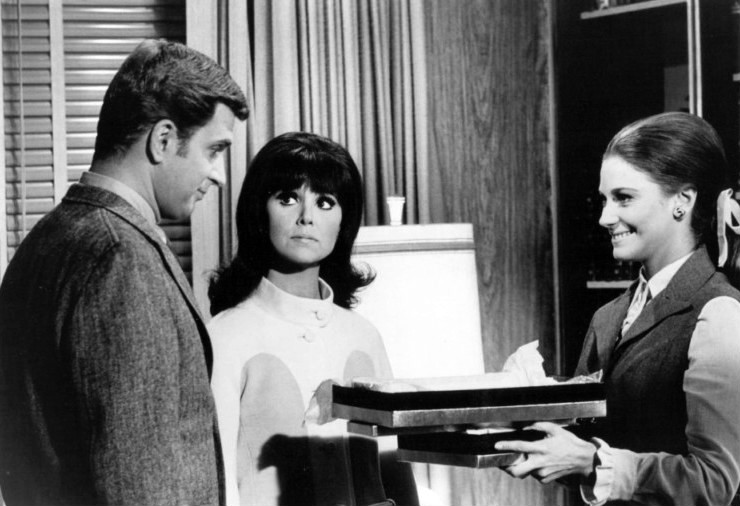
Marlo Thomas (midden) in That Girl (1969)

- 2017 Wet Hot American Summer: Ten Years Later - Als Vivian - 3 afl.
- 2013 - 2014 Happily Never After - als verteller - 3 afl.
- 2004 Law & Order: Special Victims Unit – als rechter Mary Clark – 4 afl.
- 1996 – 2002 Friends – als Sandra Green – 3 afl.
- 2000 Ally McBeal – als Lynnie Bishop – 2 afl.
- 1999 Frasier – als Sophie – 3 afl.
- 1966 – 1971 That Girl – als Ann Marie – 137 afl.
- 1961 – 1962 The Joey Bishop Show – als Stella Barnes – 18 afl.

### Filmproducente
- 2004 Deceit - film
- 2002 Our Heroes, Ourselves – film
- 2002 Two Against Time – film
- 1994 Reunion – film
- 1989 Taken Away – film
- 1988 Leap of Faith – film
- 1988 CBS Summer Playhouse – televisieserie – 1 afl.
- 1988 Free to Be... a Family – film
- 1984 The Lost Honor of Kathryn Beck – film
- 1977 It Happened One Christmas – film
- 1974 Free to Be... You & Me – film
- 1967 – 1971 That Girl – televisieserie – 8 afl.

## Theaterwerk opBroadway
- 2011 – 2012 Relatively Speaking – als Doreen
- 1994 – 1995 The Shadow Box – als Agnes
- 1986 – 1987 Social Security – als Barbara Kahn
- 1974 – 1975 Thieves – als Sally Cramer

- Gemeinsame Normdatei: 1289085978
- International Standard Name Identifier: 0000 0000 6335 0738
- Library of Congress Control Number: n81128451
- MusicBrainz: df346c4f-77dd-40a6-b619-368c5c473d12
- Bibliotheek van het Japanse parlement: 00912678
- Nationale Bibliotheek van Israël: 987007442951105171
- SNAC: w66t1s6j
- Virtual International Authority File: 13642147
- WorldCat: E39PBJcWrBMf3vwV8w84rcvfv3